# ترجمة (أبل)
ترجمة (بالإنجليزية: Translate)‏ هو تطبيق ترجمة طورته شركة أبل لأجهزة آي أو إس آي باد أو إس. تم تقديمه في 22 يونيو 2020، ويعمل كخدمة لترجمة الجمل النصية أو الكلام بين عدة لغات وتم إصداره رسميًا في 16 سبتمبر 2020، جنبًا إلى جنب مع آي أو إس 14. تتم معالجة جميع الترجمات من خلال المحرك العصبي للجهاز، وبالتالي يمكن استخدامه دون اتصال بالإنترنت.

## التاريخ
في 7 يونيو 2021، أعلنت شركة أبل أن التطبيق سيكون متاحًا على طرز آي باد التي تعمل بنظام التشغيل آي باد أو إس 15، بالإضافة إلى أجهزة ماك التي تعمل بنظام التشغيل ماك أو إس مونتيري إلى جانب ميزات الترجمة الأخرى على مستوى النظام. تم إصدار التطبيق رسميًا لطرازات آي باد في 20 سبتمبر 2021، جنبًا إلى جنب مع نظام التشغيل آي باد أو إس 15.
في 6 يونيو 2022، أعلنت شركة أبل عن ست لغات جديدة، وهي التركية والإندونيسية والبولندية والهولندية والتايلندية والفيتنامية. تعمل اللغات الست الجديدة على آيفون 8 أو أحدث، وآيفون 8 بلس أو أحدث، وآيفون إكس أو أحدث، وآيفون إس إي (الجيل الثاني) أو أحدث، وآي باد إير (الجيل الثالث) أو أحدث، وجميع طرز آي باد برو، وآي باد ميني (الجيل الخامس) أو أحدث وآي باد (الجيل الخامس) أو أحدث. تمت إضافة اللغات التركية والإندونيسية والبولندية والهولندية والتايلندية إلى التطبيق في 22 يونيو 2022، وهو الذكرى السنوية الثانية للإعلان عن التطبيق. تمت إضافة اللغة الفيتنامية إلى التطبيق في 27 يوليو 2022.
قدم نظام التشغيل آي أو إس 16 القدرة على ترجمة النص من خلال الكاميرا، مما يسمح للمستخدمين بترجمة النص الموجود على الكائنات أو المستندات المادية في الوقت الفعلي.
في 5 يونيو 2023، تمت إضافة اللغة الأوكرانية الجديدة إلى التطبيق. تعمل اللغة الجديدة على آيفون إكس إس أو الإصدارات الأحدث، وآيفون إس إي (الجيل الثاني) أو الإصدارات الأحدث، وآي باد آير (الجيل الثالث) أو الإصدارات الأحدث، وآي باد برو (الجيل الثاني) أو الإصدارات الأحدث، وآي باد ميني (الجيل الخامس) أو الإصدارات الأحدث، وآي باد (الجيل السادس) أو الإصدارات الأحدث.
في 10 يونيو 2024، تمت إضافة اللغة الهندية الجديدة إلى التطبيق. تعمل اللغة الجديدة على آيفون إكس إس أو أحدث، وآيفون ميني (الجيل الثاني) أو أحدث، وآي باد آير (الجيل الثالث) أو أحدث، وآي باد برو (الجيل الثالث) أو أحدث، وآي باد ميني (الجيل الخامس) أو أحدث، وآي باد (الجيل السابع) أو أحدث.

## اللغات
كان تطبيق ترجمة في الأصل يدعم الترجمة بين اللهجات البريطانية والأمريكية للغة الإنجليزية والعربية والصينية المندرينية والفرنسية والألمانية واللهجة الأوروبية للغة الإسبانية والإيطالية واليابانية والكورية واللهجة البرازيلية للغة البرتغالية والروسية. وقد زاد هذا إلى 17 لغة حيث تمت إضافة ست لغات جديدة – التركية والإندونيسية والبولندية والهولندية والتايلندية والفيتنامية – في عام 2022. تمت إضافة دعم اللغة الأوكرانية مع نظام التشغيل آي أو إس 17، مما رفع عدد اللغات المدعومة إلى 18، ثم الهندية مع نظام التشغيل آي أو إس 18[بحاجة لمصدر] مما رفع عدد اللغات المدعومة إلى 19.
تدعم جميع اللغات الإملاء ويمكن تنزيلها للاستخدام دون اتصال بالإنترنت.
| اللغة                         | تاريخ الإضافة |
| ----------------------------- | ------------- |
| العربية                       | 2020          |
| الصينية (المبسطة)             | 2020          |
| الصينية (التقليدية)           | 2021          |
| هولندية                       | 2022          |
| الإنجليزية (المملكة المتحدة)  | 2020          |
| الإنجليزية (الولايات المتحدة) | 2020          |
| الفرنسية                      | 2020          |
| الألمانية                     | 2020          |
| الهندية                       | 2024          |
| الإندونيسية                   | 2022          |
| الإيطالية                     | 2020          |
| اليابانية                     | 2020          |
| الكورية                       | 2020          |
| البولندية                     | 2022          |
| البرتغالية (البرازيل)         | 2020          |
| الروسية                       | 2020          |
| الإسبانية (اسبانيا)           | 2020          |
| التايلاندية                   | 2022          |
| التركية                       | 2022          |
| الأوكرانية                    | 2023          |
| الفيتنامية                    | 2022          |

## اللغات غير المدعومة بعد
هذه هي كل اللغات التي لا تدعمها ترجمة أبل حتى الآن ولكن تم التخطيط لإضافتها إلى إصدارات آي أو إس المستقبلية. (يقول «لا يتم دعم الترجمة حاليًا»)
الأبخازية، الأفريكانية، الألبانية، الأرمينية، الأسامية، الأذربيجانية، بشكير، الباسك، البيلاروسية، البنغالية، البوسنية، البلغارية، البورمية، الكاتالونية، شيروكي، الكرواتية، التشيكية، الدانماركية، داري، الديفيهي، الهولندية، دزونغخا، الاسبرانتو، الإستونية، جزر فارو فيجي، الفلبينية (التاغالوغية)، الفنلندية، الفريزية، الجاليكية، الجورجية، اليونانية، جرينلاند، الغوجاراتية، هايتي الكريو،ل العبرية، همونغ، المجرية، الأيسلندية، ايلوكانو، إنكتيتوت. الأيرلندية، الجاوية، الكانادا، الكشميري، الكازاخستانية، الخمير، الكينيارواندية، الكردية، قيرغيزستان، لاو، اللاتينية، لاتفيا، الليتوانية، اللوكسمبرجية، المقدونية، لغة الملايو، المالايالامية، مانكس، المالطية، المهاراتية، المنغولية، النيبالية، النرويجية (بوكمال)، أوريا (أوديا) البابيامينتو الباشتو، الفارسية، البنجابية، الكيشوا، روماني، السنسكريتية، الصربية، الصقلية، السندية، السنهالية، السلوفاكية، السلوفينية، السودانية، السويدية، الطاجيكية، التاميل التتار التيلجو، التبتية، التركمان، الأردية، الأويغور، الأوزبكية، الويلزية